# Mount Syphax
Mount Syphax är ett berg i Kanada.   Det ligger i provinsen British Columbia, i den centrala delen av landet, 3 100 km väster om huvudstaden Ottawa. Toppen på Mount Syphax är 2 708 meter över havet.
Terrängen runt Mount Syphax är huvudsakligen bergig, men den allra närmaste omgivningen är kuperad. Trakten runt Mount Syphax är nära nog obefolkad, med mindre än två invånare per kvadratkilometer.. Det finns inga samhällen i närheten. 
I omgivningarna runt Mount Syphax växer i huvudsak barrskog.